# Waidach, Reichenau
Waidach je naselje v Občini Reichenau v Okraju Trg na Koroškem v Avstriji.